# Volodymyr Koval'
Volodymyr Viktorovyč Koval' (in ucraino Володимир Вікторович Коваль?; Kiev, 6 marzo 1992) è un calciatore ucraino, attaccante del Lisne.

## Carriera

### Club
Ha giocato nella prima divisione dei campionati ucraino, polacco e bielorusso.

### Nazionale
Ha giocato nelle nazionali giovanili ucraine Under-16, Under-17, Under-18, Under-19, Under-20 ed Under-21.

## Palmarès

### Club

#### Competizioni nazionali
- Perša Liha: 1

Sevastopol': 2012-2013